# Alaszkai-félsziget
Az Alaszkai-félsziget mintegy 800 km hosszan elnyúló félsziget Észak-Amerikában, amely Alaszka fő tömbjétől a meghosszabbítását képező Aleut-szigetekig terjed. A félsziget választja el egymástól a Csendes-óceán fő víztömegeit a Bering-tengerhez tartozó Bristol-öböltől. 

## Földrajza

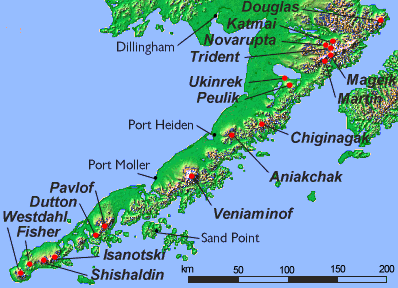
Vulkánok az Alaszkai-félszigeten

A félsziget gerincén végigfutó Aleut-hegylánc erősen vulkanikus vonulat. Számos környezeti szempontból védett terület otthona, mint a Katmai Nemzeti Park és Rezervátum, az Aniakchak Nemzeti Emlékhely és Rezervátum, a Becharof Nemzeti Vadmenedék, az Alaszkai-félszigeti Nemzeti Vadmenedék és az Izembek Nemzeti Vadmenedék. 
Legdélibb része hegyekkel, völgyekkel tagolt vidék amelyet az észak-amerikai-lemez alá bukó csendes-óceáni-lemez tektonikus tevékenysége emelt ki. Északi része jellemzően lapos, mocsaras, ami az eróziónak és a viszonylagos szeizmikus stabilitásnak tudható be. 
A félsziget északi és déli partvidékének több tulajdonsága éles kontrasztban áll egymással. Az északi part jellemzően zavaros, sáros, viszonylag sekély és szélsőséges árapály hatásoknak kitett, a déli oldalon azonban a víz nagyon mély, tiszta és az árapály-aktivitás viszonylag kicsi.

## Éghajlata
Az évi átlaghőmérséklet 1 és 4 °C közötti. Télen a hőmérséklet −11 és 1 °C között, nyáron 6 és 15 °C között alakul.
A csapadék eloszlása változó, évi átlagos mennyisége a partok mentén 600–3300 mm, a hegyekben 4000 mm körüli.
Az óceán hatásának köszönhetően a permafroszt a félsziget nagy részére nem terjed ki. Az alacsonyabban fekvő területeken a növénytakaró május közepétől szeptember végéig él meg. Magasabb helyeken kemény fagyok az év bármely napján előfordulhatnak.
A déli partvidék éghajlata az Aleut-szigetekéhez, Izlandhoz és a Tűzföldhöz hasonló.